# البهائية في موزمبيق
يبدأ الدين البهائي في موزمبيق بعد ذكر أفريقيا في الأدب البهائي عندما اقترحها عبد البهاء كمكان لنقل الدين إليه في عام 1916. كان أول بهائي معروف يدخل المنطقة في عامي 1951 و1952 في بيرا عندما مر رائد بريطاني في طريقه إلى ما كان يُعرف آنذاك بروديسيا، والتي أصبحت الآن زيمبابوي. شاركت الجماعة البهائية الموزمبيقية في مراحل متتالية من التنظيم الإقليمي في جميع أنحاء جنوب أفريقيا من عام 1956 حتى انتخاب أول جمعية روحية محلية للبهائيين الموزمبيقيين في عام 1957 وحتى انتخاب جمعيتها الروحية الوطنية في عام 1985. منذ عام 1984 بدأ البهائيون في إقامة مشاريع التنمية. تشير تقديرات جمعية أرشيفات بيانات الأديان (بالاعتماد على الموسوعة المسيحية العالمية) إلى وجود ما يزيد قليلاً عن 2800 بهائي في عام 2005.

## المرحلة المبكرة
في سلسلة من الرسائل، أو الألواح، إلى أتباع الدين في الولايات المتحدة وكندا في عامي 1916-1917، طلب عبد البهاء، رئيس الدين آنذاك، من أتباع الدين السفر إلى مناطق في أفريقيا؛ وقد جُمعت هذه الرسائل معًا في كتاب بعنوان ألواح الخطة الإلهية. تأخر نشر المقال حتى عام 1919 في مجلة "نجم الغرب" في 12 ديسمبر 1919. بعد نهاية الحرب العالمية الأولى والإنفلونزا الإسبانية.

### تأسيس المجتمع
ربما كان أول البهائيين الذين دخلوا المنطقة هم إريك وتيري مانتون اللذان وصلا في عامي 1951 و1952 إلى بيرا، أحد موانئ موزمبيق، واللذان جاءا من بريطانيا ليكونا أول رواد ما كان يُعرف آنذاك بروديسيا، والتي أصبحت الآن زيمبابوي.
في عام 1953، خطط شوقي أفندي، رئيس الدين بعد وفاة عبد البهاء، لخطة تعليمية دولية أطلق عليها اسم الحملة العشرية. كان ذلك خلال فترة من النمو الواسع النطاق للدين في جميع أنحاء أفريقيا جنوب الصحراء الكبرى بالقرب من نهاية فترة استعمار أفريقيا.
في إبريل 1956 كان الدين البهائي موجودًا بأعداد صغيرة في 15 دولة في جنوب أفريقيا. ولإدارة هذه المجتمعات، أُنتخبت جمعية روحية وطنية إقليمية في جنوب غرب أفريقيا لتغطيتها. وتضمنت منطقتها جنوب أفريقيا، وموريشيوس، وجزيرة ريونيون، وسانت هيلانة، وبتشوانالاند، وباسوتولاند، وروديسيا الشمالية، وروديسيا الجنوبية، ونياسالاند، ومدغشقر، وموزمبيق، وجنوب غرب أفريقيا، وأنغولا، وزولولاند، وسوازيلاند.
ومن بين الرواد الأوائل المعروفين أيضًا شارلوت بينتو التي حضرت مؤتمرًا وطنيًا للبهائيين في الولايات المتحدة عند عودتها من موزمبيق في أبريل 1957.
عقدت لجنة التدريس بالمنطقة في جنوب روديسيا وشمال موزمبيق مؤتمراً حول تقدم الدين برئاسة هاستينجز هوجان في نوفمبر 1958 واستمرت الاجتماعات حتى عام 1960.
بحلول نهاية عام 1963، كان ملخص حالة المجتمع العالمي يذكر الحالة في موزمبيق على النحو التالي:
- التجمعات في تشي هامبانين ولورنسو ماركيز (مابوتو الآن).
- مجموعات مسجلة من البهائيين في إنهامبان، ومالفيرنيا (شيكوالاكوالا حاليًا)، وماتولا.
- كان هناك أفراد من البهائيين معزولين في موكوبا، وكليماني.

## نمو
بعد وفاة شوقي أفندي، أصبح بيت العدل الأعظم المنتخب رئيسًا للدين وبدأ في إعادة تنظيم المجتمعات البهائية في أفريقيا، من خلال فصل المجتمعات الوطنية لتشكيل جمعياتها الوطنية الخاصة من عام 1964 وحتى تسعينيات القرن العشرين. في عام 1964، كان لدى الجمعية الإقليمية لجنوب وغرب إفريقيا حوالي 3600 بهائي و36 جمعية محلية. ومع ذلك، لم يتمكن أي من البهائيين من موزمبيق من الحصول على جوازات سفر للسفر إلى سوازيلاند حيث أقيم المؤتمر. ابتداءً من عام 1967، أُعيد تنظيم المجتمعات البهائية في العديد من البلدان بعيدًا عن جنوب وغرب إفريقيا. منذ ذلك الحين، شاركت موزمبيق في جمعية وطنية إقليمية مع سوازيلاند وليسوتو والتي كان بها في ذلك الوقت حوالي 2500 بهائي و23 جمعية. في هذا المؤتمر الافتتاحي، تمكن رودولفو دونا من موزمبيق من حضور المؤتمر في سوازيلاند. عُقد مؤتمر إقليمي في مابوتو عام 1969، وأُجري بواسطة لجنة أهداف موزمبيق، بحضور أشخاص من بواني، وماشافا (انظر استاد ماشافا)، وماتولا. أعضاء المجلس المحلي للورينسو ماركيز عام 1969، والذي سُمي فيما بعد مابوتو، هم: رافائيل مافوانا، خوسيه رودريغز، رودولجو دونا، جوستينو موريرا، فرناندا موريرا، روزي ماري، إميليا رودريغيز، أنجليكا دونا وهاجر لانجا. استمرت هذه الجمعية الوطنية الإقليمية حتى عام 1970 وفي عام 1971 شكلت ليسوتو جمعيتها الوطنية الخاصة.
في المؤتمر الافتتاحي للجمعية الإقليمية لسوازيلاند وموزمبيق في أبريل 1972، تمكن أول وفد كبير من موزمبيق من الحضور - حضر ستة - وأعلنوا أن الترجمة إلى لغة الماخوا قد أُنجزت. كان أعضاء الجمعية الوطنية لسوازيلاند وموزمبيق عام 1972 هم جاكوب مديولي، وجون ألين، وبنجامين دلاميني، وتشارلز دوكر، وتشارلز كابريز، وفاليرا ألين، ومارجريت شونغوي، وروث دلاميني، وأنجليكا دونا.  وفي أواخر عام 1972 أيضًا، زارت أول يد لقضية الدين البهائي موزمبيق. قامت روحيه خانوم بزيارة موزمبيق كجزء من جولة في العديد من البلدان الأفريقية. ولكنها لم تتمكن من قضاء سوى ليلة واحدة هناك حيث التقت مع عدد قليل من البهائيين البرتغاليين في أمسية اجتماعية غير رسمية في بهو الفندق الذي كانت تقيم فيه حيث كانت هناك قيود على عقد الاجتماعات. بعد رحلتها، صنع أحد البهائيين في السجن في موزمبيق بعض الخواتم لأعضاء بيت العدل الأعظم ويد الأمر روحية خانوم والتي وصلت إليها أثناء حضورها حفل افتتاح بيت العبادة البهائي في بنما. عرضت الخاتم للبيع لجمع الأموال للمعبد التالي الذي سيُبنى. وردًا على ذلك، قدم أحد سكان هاواي زمردة حصل عليها ووضعها في إطار من الذهب. سُلم هذا الخاتم للمساعدة في جمع الأموال، وقد وصل إلى المجتمع البهائي الفارسي حيث جمع آلافًا أخرى. من الخاتم الأصلي وحتى النهاية جمعت الخواتم أكثر من 100 ألف دولار لصالح معبد اللوتس في الهند.
في عامي 1973 و1974 كانت موزمبيق من بين المجتمعات الوطنية التي استجابت لاستطلاع حول وضع المرأة في المجتمع والذي جُمع وتلخيصه لبيان عام 1974 المقدم إلى الدورة الخامسة والعشرين للجنة الأمم المتحدة المعنية بوضع المرأة.
في أوائل عام 1976، أُضيفت أنجولا إلى الجمعية الإقليمية مع موزمبيق وسوازيلاند. في عام 1976، نُشرت مجموعة من الصلوات باللغة الياو، وهي لغة يتحدث بها في موزمبيق ودول الشمال، من خلال الجمعية الوطنية الإقليمية. منذ ديسمبر 1976، كان للاجئين من الحرب الأهلية الموزمبيقية الذين عادوا إلى البرتغال اتصال أيضًا بالدين البهائي.
في عام 1977 انتخبت سوازيلاند جمعيتها الوطنية الخاصة بها، واستمرت أنجولا وموزامبيق في تشكيل جمعية وطنية مشتركة. من عام 1978 إلى عام 1992، تقاسمت أنغولا وموزامبيق جمعية وطنية إقليمية. في عام 1985 انتخب البهائيون في موزمبيق أول جمعية روحية وطنية لهم، وشهد على ذلك المستشار القاري شيدان فاتح أعظم.

### بدء مشاريع التطوير
منذ نشأتها، كان للدين دور في التنمية الاجتماعية والاقتصادية بدءًا من منح المزيد من الحرية للنساء، وترويج تعليم الإناث باعتباره أولوية، وقد عُبر عن هذه المشاركة عمليًا من خلال إنشاء المدارس والتعاونيات الزراعية والعيادات. ودخل الدين مرحلة جديدة من النشاط عندما صدرت رسالة بيت العدل الأعظم بتاريخ 20 أكتوبر 1983. وحث البهائيين على البحث عن طرق متوافقة مع التعاليم البهائية، والتي يمكنهم من خلالها المشاركة في التنمية الاجتماعية والاقتصادية للمجتمعات التي يعيشون فيها. في عام 1979، كان هناك 129 مشروعًا بهائيًا للتنمية الاجتماعية والاقتصادية معترفًا بها رسميًا في جميع أنحاء العالم. وبحلول عام 1987، ارتفع عدد مشاريع التنمية المعترف بها رسميا إلى 1482 مشروعا. في عام 1984، نُفذ مشروع زراعي بالقرب من ماتولا ريو بمساعدة الشباب المجتمعي على زراعة الأرض المحيطة بالمركز البهائي. في عام 1995 اجتمع البهائيون مع آخرين لتشكيل منتدى الأديان، وهي منظمة للإغاثة الاجتماعية والكوارث.

## المجتمع الحديث
في عام 2007 تعاون البهائيون في مشروع مكافحة الملاريا مع مجموعة واسعة من الديانات. وقد دعا بيت العدل الأعظم إلى عقد مؤتمرات إقليمية في 20 أكتوبر/تشرين الأول 2008 للاحتفال بالإنجازات الأخيرة في بناء المجتمعات الشعبية والتخطيط للخطوات التالية في التنظيم في مناطقهم الأصلية. وبعد أسبوعين فقط انعقد مؤتمران توأمان، أحدهما في جنوب أفريقيا والآخر في كينيا. وقد استضافت الجمعية الروحية الوطنية للبهائيين في كينيا مؤتمراً إقليمياً في ناكورو في نوفمبر/تشرين الثاني 2008، وجذب المؤتمر أكثر من 1000 بهائي - أربعة منهم جاءوا من موزمبيق.

### التركيبة السكانية
تشير تقديرات جمعية أرشيفات بيانات الأديان (بالاعتماد على الموسوعة المسيحية العالمية) إلى وجود ما يزيد قليلاً عن 2800 بهائي في عام 2005.